# Font-Romeu Pyrénées 2000
Pour les articles homonymes, voir Font et Romeu.
Font-Romeu Pyrénées 2000 est le domaine skiable formé de l'union des stations de Font-Romeu et Bolquère - Pyrénées 2000 dans les Pyrénées-Orientales.

## Géographie
La station se trouve à quelques kilomètres du four solaire d'Odeillo. Elle se situe sur les hauteurs de la région naturelle de la Cerdagne, dans les Pyrénées catalanes.
La station se situe dans le bassin de l'Èbre, et fait face à la frontière espagnol et à l'enclave de Llívia en territoire français.
Le front de neige se situe à 1 700 m d'altitude, sur la route départementale 618 qui relie Argelès-sur-Mer à Latour-de-Carol. De fait, la station est accessible par train depuis la gare de Latour-de-Carol, où arrivent des trains de nuit depuis Paris-Austerlitz. En continuant la RD618 vers l'ouest, on arrive à Mont-Louis d'où on passe dans le Conflent (haute vallée du Têt) vers Prades.
Par la route, la station de trouve ainsi à 44 km de Prades, à 65 km de la Seu d'Urgell, à 90 km de Perpignan et à 100 km de Foix. Barcelone est distante quant à elle de 170 km.
Le village et la stations sont dominés par le pic Carlit (2 921 m) dans le massif du même nom. La liaison entre Font-Romeu et Pyrénées 2000 se fait par le col del Pam, en-dessous du Roc de la Calme où sont situées les pistes de Font-Romeu.